# Блажовце
Блажовце (слч. Blažovce) насељено је мјесто са административним статусом сеоске општине (слч. obec) у округу Турчјанске Тјеплице, у Жилинском крају, Словачка Република.

## Географија
Налази се око 10 км сјеверно од Турчјанских Тјеплица.

## Становништво
| Година:    | 1994. | 2004.   | 2014.   | 2024.   |
| ---------- | ----- | ------- | ------- | ------- |
| Број људи: | 162   | 166     | 163     | 165     |
| Разлика:   |       | +2,46 % | -1,80 % | +1,22 % |

| Година:    | 2023. | 2024.   |
| ---------- | ----- | ------- |
| Број људи: | 164   | 165     |
| Разлика:   |       | +0,60 % |

Према подацима о броју становника из 2011. године насеље је имало 165 становника.